# Вальдивия, Педро де

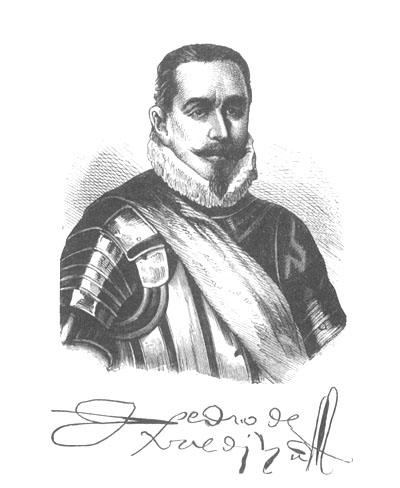

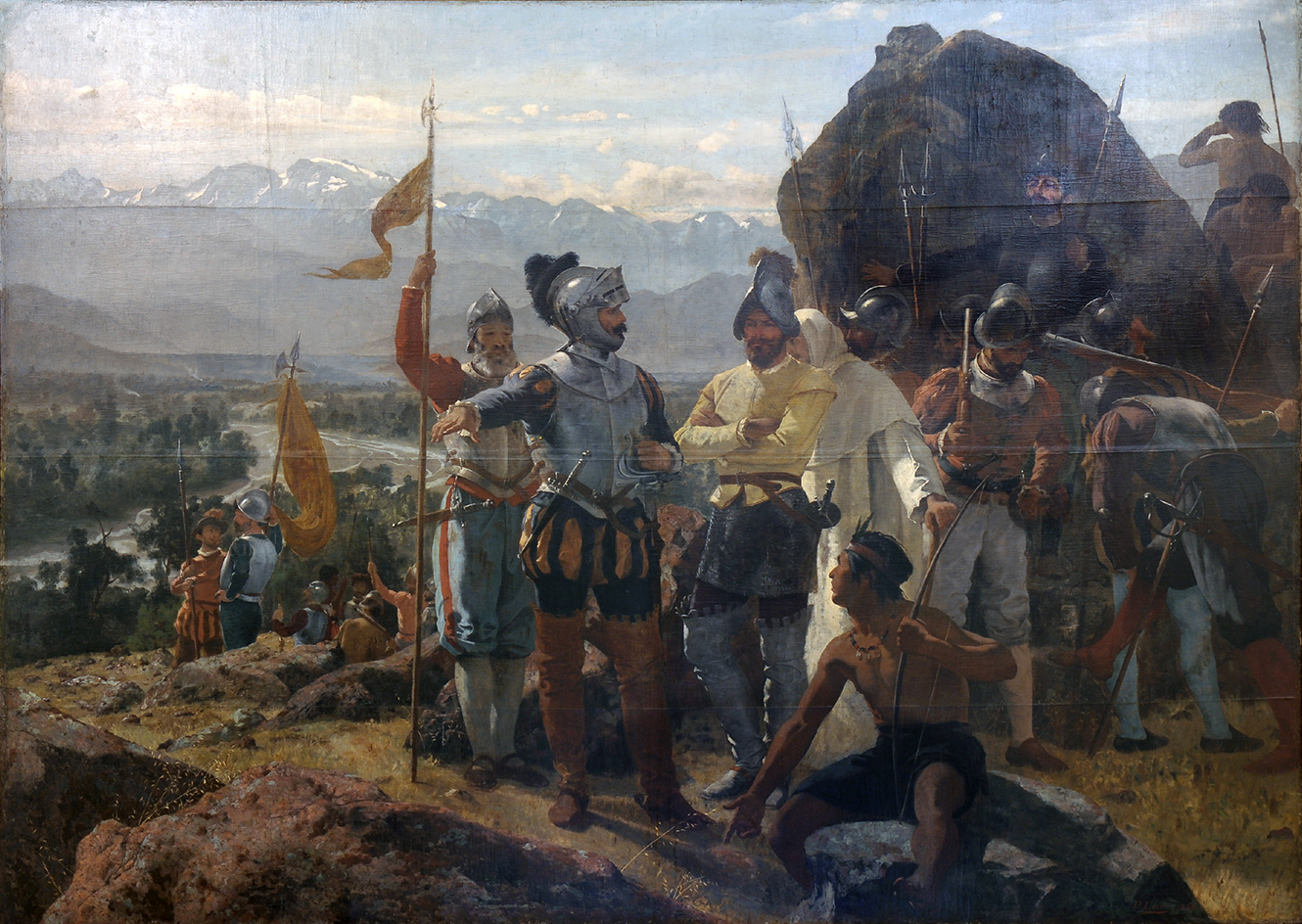
Педро де Вальдивия основывает Сантьяго

Пе́дро де Вальди́вия (исп. Pedro de Valdivia; 17 апреля 1497, Вильянуэва-де-ла-Серена, Эстремадура, Испания — 25 декабря 1553 (в некоторых источниках 1 января 1554), Тукапель, Новая Эстремадура, Чили) — конкистадор испанского происхождения, первый испанский губернатор Чили.
Признанный отец-основатель колониального Чили, ему воздвигнуто множество памятников, его имя носит город, десятки улиц, площадей, проспектов, как в самом Сантьяго, так и во многих других городах страны. В звании лейтенант-губернатора, данном ему Франсиско Писарро, Вальдивия произвёл завоевание и освоение (конкисту) земель современного Чили в 1540 году, назвав захваченные территории Новой Эстремадурой в честь своей малой родины. Вальдивия является основателем чилийских городов: Сантьяго (1541), Ла-Серена (1544), Консепсьон (1552), Вальдивия (1552), Империаль (1552). Без его личного участия, но по его приказу основаны города Вильяррика и Анголь.
С 1541 года первый генерал-капитан (губернатор) Новой Эстремадуры, избранный советом конкистадоров в Сантьяго. В 1548 году исполняющий обязанности вице-короля Перу Педро де ла Гаска официально утвердил должность губернатора за Вальдивией. Его методы обращения с покорёнными народами спровоцировали начало длившихся почти три столетия Арауканских войн. Казнён индейцами мапуче, пленившими его после сражения при форте Тукапель 25 декабря 1553 года.

## Биография

### Ранние годы
Будущий завоеватель происходил из обедневшей семьи испанских идальго с давними военными традициями. Место рождения Вальдивии до настоящего времени является предметом исторического спора. В Эстремадуре, в комарке Ла-Серена за звание родины конкистадора соперничают муниципалитеты Вильянуэва-де-ла-Серена, Кастуэра, Кампанарио (откуда происходит семья Вальдивия) и Саламеа-де-ла-Серена. Частое упоминание, как места рождения Вальдивии, города Бадахоса связано как раз с невыясненностью этого места, поэтому называется столица провинции. Предпочтение, отданное городу Вильянуэва-де-ла-Серена, связно с тем, что это имя Вальдивия дал одному из городов, основанных им на территории Чили, возможно, в честь своей малой родины.
Семья Вальдивия происходила из местности в долине реки Ивия (Valle del Rio Ivia) на территории современной провинции Паленсия на севере Испании. От названия долины и пошла фамилия Вальдивия (сокращение от Valle d’Ivia). Предок Педро де Вальдивии перебрался в Эстремадуру только в начале XV века. Споры о происхождении Вальдивии также не прекращаются до настоящего времени. Конкистадор, спутник Вальдивии в его походах и летописец Педро Мариньо де Лобера в своей хронике пишет: «губернатор дон Педро де Вальдивия был законный сын Педро де Онкаса (возможно Ариаса) де Мело, португальского идальго и Изабель Гутьеррес де Вальдивия, уроженки городка Кампанарио в Эстремадуре, благородного происхождения». Однако, тщательные исследования испанских архивов, проведённые историком Луисом де Роа-и-Урсуа, так и не обнаружили документ (гражданской, военной или церковной администрации) в поддержку этого утверждения. Более того, подробные генеалогические исследования семейства Педро де Вальдивия, опубликованные в 1935 году Луисом де Роа-и-Урсуа, с большой долей достоверности определили, что завоеватель был сыном дона Педро Гутьерреса де Вальдивия и некоей донны Эрнандес, также благородного происхождения.
Будущий завоеватель Чили начал свою военную карьеру в 1520 году в качестве солдата во время восстания комунерос в Кастилии, затем сражался в армии императора Карла V во время кампаний во Фландрии (1521—1523), против Гельдерна и Ломбардии (1524—1527), против Франции, под командованием маркиза Пескара (во время последней он принял участие в знаменитой битве при Павии (24 февраля 1525) и разграблении Рима (6 мая 1527). В 1527 году, вернувшись на родину, в городе Саламеа-де-ла-Серена Вальдивия женился на Марине Ортис де Гаэте (1509—1592), уроженке города Саламанка. После того, как Вальдивия отправился в Новый Свет он более не встречался с законной супругой.

### Карьера в Новом Свете
Время прибытия Вальдивии в Южную Америку связывается с экспедицией Херонимо де Орталя, отправившегося на поиски знаменитой страны Эльдорадо, и достигнувшей острова Кубагуа у северо-востока современной Венесуэлы в 1534 году. На протяжении 1534—1535 годов Вальдивия воюет в отряде Херонимо де Алдерете на территории современной Венесуэлы. В 1535 году, по заданию Орталя, он провёл в городе Кора несколько месяцев, где познакомился с Франсиско Мартинесом Веласо, который спустя несколько лет сыграл решающую роль при подготовке похода в Чили.
Когда в 1536 году знаменитый Франсиско Писарро, губернатор Новой Кастилии, объявил набор людей для формирования дополнительных отрядов, Педро де Вальдивия перебрался с севера Венесуэлы в панамский портовый город Номбре-де-Диос, откуда со сформированным отрядом из 400 солдат под командованием Диего де Фуэенмайора пересёк перешеек, ведущий к городу Панама на побережье Тихого океана, и через три месяца достиг перуанского города Тумбес, откуда по суше перебрался в город Сьюдад-де-лос-Рейес (Город царей), современную Лиму, и поступил на службу к Франсиско Писарро. Вальдивия быстро поднимается по служебной лестнице и уже в 1537 году Писарро назначает его маэстро-де-кампо (исп. Maestre de Campo, буквально «полевой командир») своей армии.
За пять лет до этого Франсиско Писарро взял под свой контроль центр империи инков в Перу, но в канун Пасхи 1536 года инки, под предводительством сапа-инки Манко Инка Юпанки подняли восстание из-за жестокого обращения с ними и из-за лишения реальной власти самого сапа-инки. Манко Инка Юпанки весьма успешно побеждал немногочисленных испанских завоевателей, в боях погибло около 200 испанцев, включая брата губернатора, Хуана Писарро, погибшего при штурме крепости Саксайуаман. Двое других братьев Писарро, Эрнандо и Гонсало, были осаждены стотысячным войском инков в Куско. Писарро и Вальдивия с отрядом из 450 солдат совершили марш из Города царей в Куско, чтобы освободить их, но при подходе к городу узнали, что конкистадор Диего де Альмагро со своей армией вернулся из экспедиции в Чили и, заключив перемирие с инками, овладел Куско, взяв в плен братьев Франсиско Писарро, а 8 апреля 1537 года объявил себя новым губернатором Перу.
Посланный Писарро против него Алонсо де Альварадо 12 июля 1537 года был разгромлен и взят в плен, а его солдаты перешли на сторону победителя. Вальдивия, обладавший многолетним военным опытом, отговорил своего командира от немедленной вооружённой борьбы против де Альмагро, и, хотя Писарро решил готовиться к битве, но, поджидая подкреплений и желая выиграть время, направил к де Альмагро своих эмиссаров для переговоров. Между тем Гонсало Писарро и де Альварадо совершили удачный побег, а Эрнандо был отпущен в результате переговоров. После этого, так как Писарро обещал Альмагро, что не станет воевать с ним, он поручил свои войска братьям и Вальдивии, которые, нарушив перемирие, заключённое с Альмагро начали наступление. Альмагро был тяжело болен и поручил командование войсками своему лейтенанту Родриго Ордоньесу, который 6 апреля 1538 года вступил в решающее сражение с войсками Писарро, которое произошло в 5 километрах от Куско при Лас-Салинас. Численность войск, решавших в этот день судьбу вице-королевства Перу была весьма незначительной. Ордоньес вывел в поле 500 солдат с 6 орудиями, его противники смогли собрать 700 человек при 12 орудиях. Половина солдат Ордоньеса были кавалеристами, основной ударной силой армии того времени, остальных вооружили пиками, поскольку аркебуз было крайне мало. Говорят, что именно по указанию Педро де Вальдивии были применены аркебузы, стрелявшие пулями с проволокой, которые в то время были новым, убийственным боеприпасом в борьбе против многочисленных пикинёров де Альмагро. Войска Альмагро потерпели жестокое поражение, на поле Лас-Салинас осталось более 150 убитых, в том числе Родриго Ордоньес, сам Альмагро был взят в плен. Узнав, что его собираются обезглавить за измену, Альмагро стал умолять победителей сохранить ему жизнь, ему ответил Эрнандо Писарро: «Вы кабальеро и носите прославленное имя. Вы не должны проявлять слабость и я поражён, что мужчина Вашего мужества страшится смерти. Сожалею, но от Вашей смерти нет лекарства». Альмагро был задушен в тюрьме, а после публично обезглавлен — это послужило толчком к многолетней гражданской войне в Перу, которая не прошла бесследно и для Вальдивии.
После устранения де Альмагро он сопровождал Эрнандо Писарро в экспедициях в ещё непокорённые плоскогорья Анд. Получив щедрую добычу в этих походах, Вальдивия сильно разбогател. Он принял участие в завоевании города Чаркас (современный Сукре в Боливии), где приобрёл свои самые ценные владения: серебряные прииски в Серро-де Порко (Потоси), и крупное поместье (эстансию) в долине реки Ла Канела, которые исправно приносили ему большие доходы. В 1538 году начался роман Вальдивии с тридцатилетней вдовой Инес де Суарес (1507—1580), его землячкой, родившийся в Пласенсии в Эстремадуре и прибывшей из Испании на поиски своего мужа Хуана де Малага, окончившиеся известием о его гибели в битве при Лас-Салинас. Детей у них не было, так как оказалось, что донна Инес бесплодна.

### Экспедиция в Чили — начало
В 1539 году Вальдивия обратился к Франсиско Писарро с намерением завоевания Чили. Писарро поддержал своего военачальника и в апреле 1539 года назначил его своим лейтенант-губернатором в области южнее Нового Толедо, изначально предназначавшегося для Диего де Альмагро. Основная сложность заключалась в том, что разрешение Писарро не сопровождалось финансовой поддержкой ни самого губернатора, ни, тем более, испанской короны. Как позже писал Вальдивия: «Он (Писарро) не удостоил меня ни одним песо ни из своего кошелька, ни из Вашего (то есть государственных средств), и все расходы на миссию и людей в ней участвовавших я понёс сам, потратив то немногое, что у меня было». В те времена завоевания осуществлялись на собственные средства завоевателей. Кроме того, неудачная экспедиция в 1535—1536 годах Диего де Альмагро, выжившие солдаты которого рассказывали об очень холодной погоде, отсутствии золота и чрезвычайно воинственном и враждебном населении Чили, значительно охладила пыл добровольцев для участия в новом походе. Несмотря на все усилия, трудности, связанные с привлечением финансирования и солдат, грозили сорвать план Вальдивии. Кредиторы посчитали предприятие чрезмерно рискованным для своего капитала и отказали ему в деньгах, люди избегали записываться в его отряд на завоевание новых земель, испуганные рассказами ветеранов Альмагро. Позже Вальдивия писал императору: «не было ни одного человека, кто согласился бы идти в эту землю, они пугались рассказов тех, кто вернулся с доном Диего де Альмагро, а я стал так печально известен, что от меня бежали, как от моровой язвы даже те люди, которые до этого любили меня и считали нормальным, когда я предлагал им покинуть Перу и идти туда, где не выстоял Альмагро».

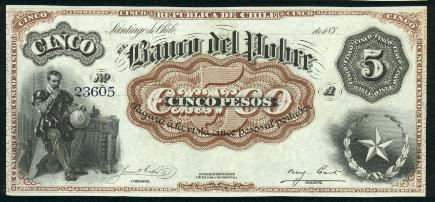
Педро де Вальдивия рассматривает глобус. 5 чилийских песо, 1877

На помощь Вальдивии пришёл его старый знакомый Франсиско Мартинес Веласо, который только что прибыл из Испании с грузом оружия, лошадей и других товаров, необходимых колониям. Мартинес согласился внести свой вклад, дав на задуманное Вальдивией предприятие девять тысяч золотых песо товарами. В обмен на внесённый капитал и риск его потери Мартинес потребовал не меньше половины из всей добычи, которую принесёт компания на юге. Альтернативы у Вальдивии не было и он согласился. Вальдивии пришлось также продать свои рудники и поместье, его возлюбленная Инес де Суарес также распродала все свои драгоценности и имущество, чтобы помочь ему деньгами и сама решила отправиться в поход вместе с ним. Наконец Вальдивии удалось собрать около семидесяти тысяч кастильских песо. Эта, с виду значительная сумма, мало чем могла помочь в предстоящем предприятии, так как, например, стоимость лошади в то время была равна двум тысячам песо. Кроме того, деньги не решали проблему рекрутов, а в отряд Вальдивии записалось только 11 испанцев.
Планы Вальдивии по подготовке экспедиции спас человек, изначально собиравшийся их разрушить. Когда Вальдивия уже собирался отправиться в путь в Куско из Испании прибыл Педро Санчес де ла Ос (1514—1547), имевший при себе королевскую грамоту с разрешением на исследование земель к северу от Магелланова пролива и назначавшее его губернатором территории, которую он завоюет. Чтобы примирить двух завоевателей пришлось вмешаться самому Писарро, у которого де ла Ос ранее служил секретарём. Ему удалось убедить конкурентов заключить договор, по которому они соглашались действовать совместно, а де ла Ос предоставлял для экспедиции 250 лошадей, доспехи для солдат и оснащал два судна, а через четыре месяца должен был доставить припасы и подкрепления для отряда Вальдивии и присоединиться к нему сам.
28 декабря 1539 года контракт между конкистадорами был заключён. В январе 1540 года Педро де Вальдивия вышел из Куско с немногочисленной командой, насчитывавшей всего около 1000 индейцев-янакона и 7 испанцев. Они везли с собой множество семян для посева, гнали свиней и племенных кобыл — Вальдивия собирался основать в покорённых землях колонию и хотел обеспечить её на первое время всем необходимым. Экспедицию сопровождала единственная женщина — Инес де Суарес. Вальдивия двинулся от Куско в долину Арекипа, а затем на юг вдоль океанского побережья, решив избегать горной дороги через Анды, оказавшейся фатальной для армии Альмагро. Далее экспедиция перешла долины Мокегуа и Такны и расположилась станом в долине Тарапака. Во время этого перехода к отряду Вальдивии присоединились ещё около 20 испанцев, но от де ла Оса, которого Вальдивия ожидал, не было никаких известий, а другой его партнёр, двигавшийся морем Франсиско Мартинес Веласо, попал в шторм и вернулся в Перу.
Новость о походе Вальдивии быстро распространилась по колониям и в Тарапаке к отряду присоединилось значительное число новых авантюристов, среди которых были три будущих чилийских губернатора: Родриго де Кирога Лопес, Херонимо де Альдерете и Франсиско де Вильягра. Теперь в отряде Вальдивии было 110 испанцев. В июне 1540 года экспедиция, двигаясь по старой инкской дороге, добралась до городов Атакама-ла-Чика (современный Чиу-Чиу) и Атакама-ла-Гранде (современный Сан-Педро-де-Атакама), старинных владений бывшей империи инков, где расположилась лагерем. Здесь Вальдивия узнал, что к его экспедиции решил присоединиться Франсиско де Агирре (также будущий чилийский губернатор), который был его старым товарищем ещё со времени Итальянских войн. Вальдивия с несколькими всадниками отправился навстречу старому другу и этот отъезд спас ему жизнь. В начале июня 1540 года в лагерь конкистадоров прибыл Педро Санчес де ла Ос с двумя сообщниками. В предрассветной тишине он приблизился к палатке полководца, где предполагал найти Вальдивию, чтобы убить его и взять на себя командование экспедицией. Но, ворвавшись в палатку, убийцы обнаружили вместо конкистадора его возлюбленную Инес де Суарес, которая своим криком разбудила лагерь и незадачливые заговорщики были схвачены альгвасилом Луисом де Толедо, немедленно пославшим гонца к Вальдивии. Вернувшись Вальдивия хотел тут же повесить де ла Оса, но тот купил себе жизнь письменным отказом от всех прав, дарованных ему королём Испании на чилийские земли. Этот официальный документ был подписан де ла Осом 12 августа 1540 года и сделал Вальдивию единственным претендентом на земли Чили.

### Пустыня Атакама и долина Копьяпо
Избежав опасностей горной дороги через Анды, Вальдивия вынужден был вести свою маленькую армию через самую сухую пустыню мира Атакаму. По сведениям летописца и участника экспедиции Херонимо де Вивара отряд Вальдивии перед вступлением в пески Атакамы состоял из 105 кавалеристов, 48 пехотинцев и сопровождался 2 тысячами индейцев-янакона и чернокожих рабов. Было в отряде и два католических священника. Для перехода через пустыню Вальдивия разделил своих людей на четыре отряда, двигавшихся на расстоянии одного дня пути друг от друга, чтобы дать возможность без помех использовать немногочисленные колодцы, попадавшиеся на пути, не задерживая движения армии. Сам Вальдивия вышел с последней группой, и всего с двумя всадниками сопровождения постоянно разъезжал между отрядами, подбадривая своих солдат. Особенно ярко описание этого тяжелейшего двухмесячного перехода дано у солдата, летописца Педро Мариньо де Лобера. Он описывает и постоянную нехватку воды, падёж лошадей, палящее дневное солнце и ледяные ночные ветры, постоянно попадавшиеся на пути останки людей и животных, многие из которых выглядели особенно жутко — мумифицированные пустынным климатом. К опасностям перехода через пустыню добавилась и попытка мятежа. Солдат Хуан Руис, побывавший в Чили ещё с де Альмагро, разочаровавшись в предприятии Вальдивии и напуганный трудностями похода, стал подбивать своих товарищей к возвращению в Перу. Маэстро-де-кампо Педро Гомес предупредил Вальдивию и тот приказал немедленно повесить подстрекателя. С переходом через Атакаму связана и легенда записанная Мариньо де Лобера о «Водном Даре Донны Инес». В авангарде армии двигался Алонсо де Монрой (будущий губернатор Сантьяго), в задачу которого входило своевременно разыскивать источники пресной воды для войска, его солдаты также везли инструменты, чтобы углублять немногочисленные известные индейцам колодцы. Но чем дальше армия углублялась в пустыню, тем чаще дону Алонсо попадались лишь высохшие источники и исчерпанные колодцы, запасов воды не хватало и на обратный путь, войско Вальдивии проигрывало битву обезвоживанию под солнцем пустыни Атакама. Мужчины теряли надежду на спасение, но единственная в отряде женщина не утратила мужества. Инес де Суарес после горячей молитвы велела одному из янакона копать колодец в том месте, где она стояла пока молилась и, когда он углубился не более, чем на один метр из колодца забила вода. Обилие её было таким большим, что позволило напоить всю армию. В память об этом событии месту дали название «Aguada de Donna Ines» (буквально с исп. «воду дарующая донна Инес»). Не вдаваясь в оценку правдивости де Лобера относительно данной истории, стоит упомянуть, что место с таким названием до настоящего времени существует на географических картах Чили, оно расположено в 20 км от городка шахтёров Сальвадор в провинции Чаньяраль.
Вскоре утомительный переход завершился и отряд, потеряв в пути много людей из индейцев и чернокожих, в четверг 24 октября 1540 года вышел к берегу полноводной реки Копьяпо. Очень интересно описывает окончание перехода Херонимо де Вивар, посвятивший большую часть рассказа описанию чувств лошадей, а не своих спутников: «лошади показывали радость, которую они чувствовали, ржанием, удивляли своей свежестью и энергией, как будто после окончания тяжёлой работы». Радость отряда была омрачена нападением войска индейцев пасиока, или диагита, прославившихся яростным сопротивлением ещё инкскому завоеванию. Численность диагита была около 8 тысяч человек, но они потерпели поражение и пришельцы получили возможность обосноваться в долине.
С момента прихода в долину Копьяпо Вальдивия немедленно приступил к утверждению своей юрисдикции над новыми территориями. Он дал этой земле название Нуэва-Эстремадура (исп. Новая Эстремадура) в память о своей родной земле. По указанию Вальдивии на видном месте был установлен большой деревянный крест, олицетворение прихода в эти земли католичества. Церемонию объявления новых земель собственностью Испании с большим пафосом описывает в своей «Истории Копьяпо» Карлос Мария Сайяго: «счастливые войска одели военную форму и блистали оружием, священники пропели молебен, прогремевший артиллерийский салют заглушил гром барабанов и войско взорвалось криками радости. Тогда Конкистадор с мечом в одной руке и знаменем Кастилии в другой объявил о занятии Долины именем короля Испании и, так как это было первое из завоеваний на вверенной ему территории, он приказал называть её Долиной владения». Если исключить ликование самого дона Сайяго из деталей церемонии ясно главное — Вальдивия должен был занять долину от имени губернатора Писарро, помощником которого он являлся (должность Вальдивии — лейтенант-губернатор, соответствует посту вице-губернатора, то есть управляющего от имени губернатора одной из территорий вверенной ему провинции), заняв её именем короля Вальдивия не только проявил неуважение к своему патрону, но и выразил претензию на равное с ним положение, проведением церемонии дав понять Писарро, что сам Вальдивия уже губернатор новых земель.

### Основание Сантьяго провозглашение генерал-капитаном (губернатором) Чили
Пробыв в долине Копьяпо около двух месяцев, которые прошли в борьбе с сопротивлением коренного населения, сильно досаждавшим войску завоевателей постоянными беспорядочными нападениями, Вальдивия так и не добился полного контроля над этой территорией. В свете сложившихся событий Вальдивия не стал основывать город в этой местности, решив двинуться на юг, желая также удалиться подальше от границ Перу, чтобы удержать своих солдат от бегства обратно и заставить их ожесточеннее воевать за него.
Войско Вальдивии вновь двинулось в поход по дороге, проложенной ещё инками в глубь страны. В долине реки Аконкагуа, близ современного города Путаэндо, армия Вальдивии подверглась нападению индейцев арауканов (пикунче и мапуче) во главе с мапу-токи Мичималонко, ставшего впоследствии злейшим врагом Вальдивии. Остановить продвижение испанцев Мичималонко не удалось и вскоре отряд Вальдивии вышел на равнину Мапочо. Эта широкая и плодородная долина спускается с западных отрогов Анд к южной оконечности холма Тупауе, река делит долину на две части, речные рукава смыкаясь оставляют между собой широкую полосу земли в виде острова. Там, где в настоящее время расположен культурный центр Сантьяго — станция Мапочо, находилось тамбо инков, отсюда начиналась дорога ведущая через горные хребты Анд к старым инкским шахтам, вдоль дороги построено ещё два промежуточных тамбо. Эту дорогу местные жители использовали для путешествия к святилищу Апу, находившемуся на горе Серро-Эль-Пломо, где проводились обряды, посвящённые богу Виракоча, в том числе знаменитый Инти Райми.
Вальдивия разбил свой лагерь в западной части острова на горе Уэлен (араукан. «боль», «печаль», «меланхолия»), которую Вальдивия переименовал в гору Санта-Лючии, так как закладка укреплённого лагеря произошла 13 декабря 1540 года в день поминовения святой Луции Сиракузской. Место показалось Вальдивии идеальным для закладки города. Окружённое с севера, юга и востока естественными преградами, само местонахождение помогало бы защитникам города отразить любое нападение индейцев. Индейское население в долине Мапочо было обильнее, чем на севере, обеспечивая захватчиков рабочей силой для обработки земли и для работы в шахтах. Тем не менее, многие историки сходятся на том, что Вальдивия не имел намерения сделать это поселение столицей королевства Чили. Несколько лет спустя Вальдивия продал все участки земли и другое принадлежащее ему имущество в долине Мапочо, чтобы переехать в город Консепсьон, который располагался в географическом центре его владений, имел в окрестностях золотые шахты и большую численность коренного населения и, вероятно, именно это поселение конкистадор видел административным центром подвластных ему территорий.
12 февраля 1541 года у подножия горы Санта-Лючия Вальдивией был заложен город Сантьяго, получивший полное название Сантьяго-де-ла-Нуэва Эстремадура в честь самого почитаемого в Испании святого — апостола Иакова (Яго). Архитектором, руководившим постройкой города был Педро де Гамбоа (1512—1554), который, впоследствии поселился в нём и прожил до конца жизни. Одновременно с планировкой и строительством города были сформированы и органы городского управления, в соответствии с испанской административно-правовой системой. Должности алькальдов (глава городской исполнительной власти, мэр) заняли Франсиско де Агирре и Хуан Жуфре, должности рехидоров (городской совет, представительный орган власти, старейшины города) — Херонимо и Хуан Фернандес де Алдерете, Франсиско де Вильягра и Мартин де Сольер, должность прокурадора (вообще в Испании это депутат кортесов от города, но в данном случае городской судья, глава судебной власти, прокурор) получил Антонио де Пастрана. Едва Вальдивия успел объявить себя губернатором новых территорий, появился повод для беспокойства, так как среди населения колонии стала распространяться информация об убийстве сторонниками Альмагро (альмагристами) в Перу Франсиско Писарро. Источник появления информации выявить не удалось, но если слухи окажутся правдой, полномочия Вальдивии могут прекратиться в любой момент. Новый вице-король Перу может своей властью направить для управления Новой Эстремадурой другого конкистадора, тем более, если Писарро пал от рук альмагристов, и Перу в их руках, они конечно не забыли кто сражался против них под Лас-Салинас в 1538 году и, наверняка, захотят рассчитаться с Вальдивией и его людьми.
Учитывая ситуацию, 11 июня 1541 года Совет конкистадоров в Сантьяго, состоявший из соратников Вальдивии, принял решение объявить своего командира исполняющим должность губернатора Новой Эстремадуры в звании генерал-капитана от имени короля Испании, констатируя, таким образом, выход территории из-под юрисдикции вице-королевства Перу и её руководства. Осторожный и проницательный Вальдивия первоначально отказался от предложенного ему поста (для того, чтобы этот факт был письменно зафиксирован в протоколе заседания Совета и запомнился его людям), мотивируя свой отказ тем, что согласие лейтенант-губернатора Писарро занять должность генерал-капитана выглядело бы предательством, если бы оказалось, что слухи ложные и вице-король жив. Но, приняв во внимание доводы и уговоры Совета, Вальдивия в конце концов согласился и принял новый пост. Совет составил письменный документ, гласивший, что принятое им решение одобрено всеми людьми Вальдивии, желающим видеть своего командира ответственным только перед Богом и императором.
В отношении произошедшего события уже первые исследователи покорения Чили обнаружили ряд странностей. Писарро действительно пал от рук альмагристов, но это событие произошло 26 июня 1541 года, то есть спустя 15 дней после того, как Вальдивию провозгласили губернатором. Возникает вопрос: если слухи о смерти Писарро распространялись самим Вальдивией, с целью получения должности, откуда он мог знать об убийстве, которое ещё не произошло. Кроме того, альмагристы, захватив власть, собирались судить Писарро, а не убивать и ждали прибытия из Испании посланного императором судьи Кристобаля Вака де Кастро. Убийство же аделантадо было предпринято Хуаном де Раде по своему почину, даже Диего Альмагро Младший не был поставлен в известность о его планах. Приходится признать единственно возможный вариант — хитрость Вальдивии удивительным образом совпала с действительно произошедшими событиями.

### На посту губернатора
Первые дома поселенцев в Сантьяго строились из материалов, которые были под руками. Город не имел ни одного каменного здания, все дома были деревянные, с тростниковыми и соломенными крышами. Все улицы города вели к площади, в центре которой был установлен штандарт Кастилии — как символ власти испанского короля. Канал, снабжавший колонию водой из родника Санта-Лючии, протянулся через весь город на восток. На северной стороне площади располагался дом самого Вальдивии, рядом находилась ратуша, в которой проходили заседания магистрата, и городская тюрьма. Церковь располагалась на западной стороне площади.
Первой и главной заботой Вальдивии было обнаружение золота, лучшего средства для привлечения новых колонистов, что дало бы ему возможность продолжить завоевание и увеличить подконтрольную территорию. Также это подняло бы моральный дух искателей приключений, сопровождавших его, ведь именно ради золота они пришли с ним в Чили и уже выказывали некоторые признаки беспокойства. В поисках золота, а также с целью пополнения запасов продовольствия в окрестных индейских деревнях, Вальдивия часто покидал город в сопровождении половины своего отряда для исследования окрестностей, оставляя вместо себя в Сантьяго Алонсо де Монроя в звании лейтенант-губернатора.
Вальдивия провёл переговоры с 13 окрестными индейскими вождями, на которых заявил, что является посланником уполномоченного Богом и папой римским императора Карла V и должен взять под своё управление их земли, и принести местным жителям истинную веру. Вожди равнинных жителей, подданные которых хотели лишь спокойно обрабатывать свою землю, а не воевать с пришельцами, без особого сопротивления покорились церкви и императору. Вожди получили ценные подарки и обещали содействовать испанцам в борьбе с «дикими жителями гор», подчинявшимися Мичималонко.
Во время одной из поездок по окрестностям в долине Аконкагуа Вальдивия обнаружил сильный отряд мапуче Мичималонко, засевший в укреплении и приготовившийся к обороне. Мичималонко был старый воин, имевший опыт общения с испанцами со времён похода де Альмагро в 1535 году и даже раньше, с первым испанцем ступившим на чилийскую землю — безухим Гонсало Кальво Баррьентосом в 1533 году. Вальдивия решил атаковать противника. После трёхчасового сражения, в котором погибло множество индейцев и только один испанец, укрепление было взято. Этой победой Вальдивия добился гораздо большего, чем ожидал получить. Во-первых, в плен к испанцам попало несколько индейских вождей, которым Вальдивия сохранил жизнь, но отвёл в Сантьяго, где они должны были стать заложниками для обеспечения лояльности своих племён. Во-вторых, один из пленников, благодарный за сохранение своей жизни, показал испанцам местонахождение золотых приисков в устье реки Марга (на территории современной области Вальпараисо). Эти прииски использовались индейцами для промывки золота с очень давних времён. Вальдивия немедленно занялся увеличением их разработки, 1200 индейцев из окрестностей Сантьяго были отправлены работать на прииск, с ними отправились двое испанских солдат, имеющих опыт добычи золота: Педро де Эррера и Диего Дельгадо. Недалеко от приисков, в месте впадения реки Аконкагуа в океан, там, где в настоящее время расположены пляжи города Конкон, Вальдивия велел начать строительство корабля, на котором надеялся доставить добытое золото в Перу. Ответственным за оба предприятия был назначен идальго Гонсало де лос Риос из Кордовы, которому было придано 20 солдат.
В начале августа 1541 года Вальдивия лично отправился на прииски, чтобы осмотреть результаты работ, но был остановлен в дороге гонцом своего лейтенанта Алонсо де Монроя, сообщавшего о раскрытии заговора против губернатора. Вальдивия немедленно вернулся в Сантьяго и начал тщательное расследование, так как по данным Монроя в заговоре участвовали ближайшие к губернатору люди, включая двух членов городского совета. Расследование заговора было прервано известием о новой катастрофе. Касик равнинных мапуче Тангалонко, ранее поддерживавший завоевателей, посчитав, что если дать испанцам построить корабль, они останутся в его стране навсегда, разрушил прииск, сжёг строящееся судно и присоединился к непримиримому Мичималонко. Спастись удалось только двоим испанцам, Гонсало де лос Риосу и Хуану Валиенте, которые и привезли весть о восстании в Сантьяго. Остальные, бывшие в это время на приисках и верфи в количестве 12 человек были убиты. В сложившийся ситуации Вальдивия решил, что только суровые меры способны удержать в повиновении его людей и проявил большую жестокость к заговорщикам, чем те того заслуживали. Пять человек признались под пытками в измене и планах убийства губернатора, объявив, что они хотели вернуться в Перу, так как ранее служили Альмагро и там, на службе его сыну, их ждали большие перспективы, чем под началом Вальдивии, а так как Вальдивия не отправлял отрядов в Перу и запрещал покидать пределы колонии без своего приказа, единственным выходом для заговорщиков было его устранение. Вальдивия признал их виновными и приказал альгвасилу Гомесу де Альмагро повесить изменников. Среди повешенных на горе Санта-Лючия были и высшие сановники колонии: рехидор Мартин де Сольер и прокурадор Антонио де Пастрана. Некоторые верные Вальдивии люди предлагали воспользоваться удобным случаем и казнить заодно и Санчеса де ла Оса, старого неприятеля Вальдивии, который жил в Сантьяго на относительно свободном положении, но без права покидать город. Вальдивия в очередной раз сохранил ему жизнь, заявив, что раз доказательств участия де ла Оса в заговоре нет, соответственно нет и причин для его казни.
Когда с заговорщиками было покончено настала очередь индейцев заплатить за причинённый завоевателям вред. Разведчики сообщали, что Мичималонко созвал вождей мапуче долин Аконкагуа, Мапочо и Качапоаль на большой совет, который принял решение о всеобщем восстании до полного истребления испанцев и служащих им перуанцев-янакона, и немедленно начался сбор войск. 5000 или 10 000 копий собралось в долине Аконкагуа под командованием самого Мичималонко, ещё большие силы в долине Качапоаль, в непокорённых испанцами землях промауке (пикунче, мапуче — «северян»). Вальдивия действовал быстро, сам он решил ударить на наиболее сильную армию индейцев в долине Качапоаль, там же он рассчитывал собрать продовольствие для города и армии. Для этого похода он взял бо́льшую часть испанского гарнизона — 90 человек. Также по его приказу в окрестностях Сантьяго были схвачены и приведены в город семь индейских касиков, которые стали заложниками и должны были обеспечить безопасность колонии на время отсутствия губернатора. Защита города была возложена на верного и опытного лейтенанта Алонсо де Монроя. После отбытия Вальдивии у дона Алонсо в распоряжении осталось 50 испанских солдат: 32 всадника и 18 пехотинцев, и около 200 янакона.

### Оборона Сантьяго 11 сентября 1541 года
Мичималонко немедленно воспользовался отсутствием бо́льшей части испанцев и 10 сентября 1541 года начал стягивать свои силы к Сантьяго. Подход мапуче не остался незамеченным, разведчики-янакона уведомили де Монроя об окружении города неприятелем четырьмя большими отрядами с разных сторон. Монрой также раздробил свои небольшие силы на четыре группы, одну из которых возглавил сам, три других поручил Франсиско де Агирре, де Вильягре и Хуану Жуфре. В эту ночь он велел людям спать в доспехах и с обнажённым оружием, выпустил из тюрьмы всех бывших там заключённых, чтобы усилить гарнизон, и расставил круглосуточную стражу по периметру города.
Современник событий Педро Мариньо де Лобера сообщает, что Мичималонко привёл к Сантьяго 20 000 копий, Диего де Росалес, писавший столетия спустя считает, что мапуче не могло быть более 6000 человек. В вопросе численности индейцев, напавших на Сантьяго в сентябре 1541 года вернее принять данные де Росалеса, поскольку де Лобера в своём сочинении очень часто грешит преувеличением, удваивая, а то и утраивая силы противника, чтобы ещё более усилить значение побед испанцев.
В воскресенье 11 сентября 1541 года, за три часа до рассвета, громовой рёв индейской армии возвестил защитникам о начале штурма. Мичималонко отлично подготовился к атаке, дождь огненных стрел, факелов и горшков с углями в мгновение ока превратил соломенные крыши и тростниковые стены испанской столицы в огромный костёр, освещающий путь нападавшим. Главная сила гарнизона, испанская кавалерия, вместо контратаки должна была успокаивать обезумевших от огня лошадей. Мапуче удалось ворваться внутрь города, когда охваченные огнём деревянные укрепления в некоторых местах обрушились. На улицах Сантьяго закипела кровавая битва, в бою на городских улицах испанцы лишились ещё одного своего преимущества — аркебузы стали бесполезны, их просто некогда было перезаряжать, обе стороны дрались только оружием ближнего боя: 250 защитников против 6000 нападавших. Защитники, отчаянно обороняясь, отступали от стен к центру города, пока к полудню не были оттеснены на центральную площадь города. Испанцы потеряли убитыми только двоих человек и восемь янакона, но все остальные были изранены, погибло 14 лошадей, положение было отчаянным, священник Родриго Мармольехо потом говорил, что казалось настал Судный день и только чудо могло спасти испанцев.
Один из четырёх индейских отрядов, наступавший от берега реки Мапочо, пробился в северную часть площади, которую защищали только 20 испанцев, посланных де Монроем перехватить наступающих. Рвение индейцев усиливалось ещё и тем, что сквозь шум битвы, они слышали крики о помощи своих касиков-заложников, находившихся совсем рядом, в доме самого Вальдивии. В этом же доме находились возлюбленная губернатора Инес де Суарес и её горничная. Всё время сражения она подносила воинам еду и питьё, перевязывала и поила лечебными настоями раненых (ранены были все, а защитников очень мало, поэтому де Монрой приказал никому не покидать сражения, какие бы тяжёлые раны он не получил). Мариньо де Лобера писал: «она ходила среди сражающихся, подбадривала уставших, если они были ранены, собственными руками перевязывала их… она шла к раненым, где бы они не находились, вытаскивая их даже из под лошадиных копыт, она не просто лечила их, она поднимала боевой дух, после её перевязки и слов бодрости раненые снова бросались в гущу сражения». Всё с большим беспокойством Инес де Суарес наблюдала за успехами мапуче, а когда они ворвались во внутренний двор дома губернатора, она направилась к Франсиско де Рубио и Эрнандо де ла Торе, которым была поручена охрана пленных касиков. «Индейских вождей необходимо убить прежде, чем их освободят соплеменники» — обратилась она к де ла Торре. По описанию Мариньо де Лобера озадаченный де ла Торре спросил: «Каким образом мы будем убивать их, сеньора?» «Таким образом!» — ответила Инес де Суарес, выхватив меч де ла Торре и снеся с плеч голову первому из касиков, остальных казнили стражники. Другой свидетель событий, Херонимо де Вивар, сообщает, что после этого женщина сразу же бросилась во двор, где шёл бой, и, размахивая окровавленным мечом в одной руке, а голову индейца держа в другой, крикнула атакующим: «Назад, предатели, я убила Ваших сеньоров и касиков». Мапуче, увидев, что их атака будет напрасной, так как вожди, которых они хотели спасти убиты, начали отступать и очистили площадь, а вскоре оставили и сам город.
Многие испанские историки и хронисты указывали, что именно убийство касиков повернуло ход сражения в пользу завоевателей. Даже сам Вальдивия, пожаловав донне Инес в 1544 году энкомьенду в предварительной речи сказал, что эта награда даётся, в том числе, за убийство касиков, которое спасло город и сохранило жизни испанцам, а также за то, что в ходе битвы донна Инес поощряла сражающихся христиан, исцеляя раненых и ободряя здоровых. Несмотря на это, всё же трудно поверить, что 6000 отважных индейцев, выигрывающих бой, который имел для них такое важное значение, были побеждены таким обстоятельством, как убийство семерых вождей. Конечно, убийство касиков ободрило испанцев, а моральный дух нападающих был подорван, но вероятнее всего решающее значение имела мощная кавалерийская атака Франсиско де Агирре, который воспользовался замешательством индейцев, чтобы сгруппировать своих людей для нападения. Естественно не обошлось без сообщений о «чудесах», как и в рассказе о пустыне Атакама, отличился де Лобера. По его рассказу донна Инес одела доспехи и в белом плаще на белом коне повела испанцев в бой, что привело индейцев в трепет и заставило обратиться в бегство. Дон Вильягра видел как Святой Яго поражал индейцев своим мечом, а дон Франсиско де Агирре с начала атаки и до полудня не слезал с лошади и не выпускал из рук копья, так что его людям пришлось насильно разжимать пальцы дону Франсиско, чтобы отнять копьё, которое он не выпускал из рук 10 часов.
С помощью чудес или без них испанцы отстояли свою столицу. Узнав о нападении, Вальдивия вернулся в город, но всё, что поселенцы наживали за всё время существования колонии, было уничтожено. Погибли 4 колониста, 20 лошадей, все домашние животные, сгорел весь город, были уничтожены продовольствие, одежда, домашний скарб. В письме императору Карлу V, написанном в 1545 году, Вальдивия так описал то, что осталось для прокорма поселенцев, испанцев и янакона: «2 свиноматки и поросёнок, петух и курица и две горсти пшеницы». Мариньо де Лобера в свойственной ему манере замечает, что «в это время если у Вас на обед были дикие овощи, омар и пойманная мышь — это можно было считать пиром». Встретив гораздо меньшие трудности де Альмагро повернул назад, Вальдивия решил остаться. Инес де Суарес, спасительница сокровищ в виде трёх свиней и двух кур была назначена ответственной за воспроизводство домашнего скота, будучи хорошей швеёй, она же чинила лохмотья солдат и шила одежду из кож, две горсти пшеницы были засеяны, люди питались корнями, дикими овощами и промышляли охотой. Со дня нападения поселенцы даже пахали и сеяли в доспехах и вооружённые, ночью половина гарнизона вставала на стражу в городе и окрестностях. Сантьяго постепенно восстанавливался, теперь с глинобитными домами, вокруг города была возведена стена из того же материала. Несмотря на эти меры, поселенцы были доведены практически до полной нищеты.
Вальдивия решил послать за помощью в Перу, собрав для этого всё имеющееся в колонии золото. Учитывая желание большинства поселенцев покинуть это место, доверить всё золото колонии можно было только самому верному человеку. В январе 1542 года в Перу отправился дон Алонсо Монрой в сопровождении пяти солдат. Не желая задерживать отряд обозом, всё золото по приказу Вальдивии было переплавлено и путники отправились в дорогу украшенные золотыми перстнями и цепями, с золотыми шпорами, ручками мечей и стременами. Вальдивии пришлось долго ждать подкреплений — в долине Копьяпо де Монрой попал в засаду индейцев, четверо его спутников были убиты, а сам дон Алонсо и капитан Педро де Миранда попали в плен. Но верные долгу дон Алонсо и де Миранда, улучив момент, бежали из плена и всё же добрались до Лимы. К моменту их прибытия в Перу распоряжался новый вице-король Вака де Кастро, который, несмотря на то, что де Монрой лишился золотого запаса, решил принять участие в отрезанных от метрополии колонистах и выслать подкрепление. Только в сентябре 1543 года де Монрой достиг залива Вальпараисо, места, где сейчас одноимённый город. Сам дон Алонсо двигался сухим путём в сопровождении 70 всадников, ещё 200 поселенцев на корабле «Сантьягильо» с провизией, лошадьми и материалами двигались морем.
В декабре 1543 года Вальдивия был в Сантьяго, когда разведчик-янакона доложил, что видел отряд испанцев, двигающийся от побережья в направлении города. Губернатор вскочил на коня и помчался навстречу. Херонимо де Вивар уверяет, что когда Вальдивия увидел своего компаньона и друга, приведшего подкрепление, на глазах сурового конкистадора были слёзы. Колония была спасена. Понимая, что дал самому верному своему другу практически невыполнимое поручение, в ожидании его возвращения, Вальдивия обещал Богу, что если его лейтенант вернётся с помощью, он посвятит Богу храм, чтобы почтить божественное вмешательство. Губернатор сдержал обещание, а построенная им часовня в честь Святого Франциска Ассизского превратилась со временем в церковь Сан-Франсиско, которая украшает проспект Бернардо О’Хиггинса в Сантьяго до сих пор.

### Освоение Чили
Подкрепление, приведённое де Монроем, увеличило число испанских солдат до двухсот, а товары, доставленные «Сантьягильо» положили конец голодной блокаде колонии. Вальдивия решил незамедлительно начать покорение окрестных территорий, пока его не опередили другие предприимчивые конкистадоры, но, происшествие, пережитое де Монроем и де Мирандой, показало необходимость создания укреплённого пункта на дороге между Вальпараисо и перуанским портом Кальяо для контроля над безопасностью маршрутов из Чили в Перу. Для этой цели на север в 1544 году был послан капитан немецкого происхождения Хуан Боон (Йохан фон Боон) в сопровождении 30 солдат, который основал в долине Кокимбо второй город Чили — Ла-Серена, названный так в честь родного города губернатора Вальдивии. Место для города было выбрано с учётом плодородия земли, которое должно было обеспечить пропитание колонистов и близостью золотых рудников Андакольо (всего в 6 лигах от нового поселения), которые давно уже разрабатывались местным населением для уплаты податей инкам. Зимой того же года залива Вальпараисо достигло другое судно, посланное в помощь Вальдивии Вака де Кастро, «Сан-Педро», под командованием опытного капитана — генуэзца Хуана Батисты Пастене.
Вальдивия быстро оценил профессиональные достоинства капитана, наградил его претенциозным званием «генерал-лейтенант Южного моря» и в сентябре 1544 года в сопровождении Херонимо де Альдерете отправил в плавание вдоль побережья Чили на юг от бухты Вальпараисо, поручив ему оба, имеющихся в распоряжении губернатора корабля. Целью было исследовать те земли и завладеть ими, однако, плохая погода мешала навигации, но 18 сентября 1544 года путешественники достигли 41-го градуса южной широты (в районе современного города Осорно), где де Альдерете торжественно объявил эти земли собственностью короля Испании и его наместника Педро Вальдивии. Бухта, в которой высадились исследователи, до настоящего времени носит имя корабля «Сан Педро». 22 сентября на обратном пути они обнаружили другую удобную бухту недалеко от места, где река Айнилебо впадает в океан, де Альдерете назвал её бухтой Вальдивия и с борта корабля объявил эти земли собственностью короны. 30 сентября 1544 года экспедиция уже вернулась в Вальпараисо.
Рассказы де Альдерете о плодородии и величине увиденных им земель, их населённости и размерах протекающих там рек, не шли ни в какое сравнение с небольшой долиной Мапочо, и ещё больше утвердили губернатора в мысли о необходимости похода на юг. Но силы испанцев были недостаточны для проникновения в густонаселённые индейские районы и Вальдивия, направив на юг разведчиков, ещё более усердно стал разрабатывать прииски на реке Марга Марга, так как без золота невозможно повести людей. Историк Диего Баррос Арана сообщает, что летом 1545 года, отправляя де Монроя в Перу, Вальдивия снабдил его не только своим золотом, но и той частью, которая должна была принадлежать его людям (то есть попросту обокрал своих солдат). Как бы то ни было в 1545 году де Монрой с золотым запасом общей стоимостью в 25 000 песо, на корабле «Сан-Педро», в сопровождении капитана Пастене отправился в Перу за подкреплением и припасами. У этой экспедиции была и другая цель, не менее важная для Вальдивии. Дело в том, что Вака де Кастро в официальных документах, переданных с Монроем в прошлое его путешествие продолжал именовать Вальдивию лейтенант-губернатором, не принимая во внимание должность, дарованную советом колонии в 1541 году и по-прежнему считая его своим подчинённым. Поэтому, Антонио де Уллоа, отправленный вместе с Монроем, должен был добраться до Испании и передать императору Карлу V письмо Вальдивии, сообщавшего обо всех своих предприятиях по утверждению королевской власти в Чили и оканчивающееся просьбой о назначении его губернатором этих земель.
Между тем, солдаты в Сантьяго требовали немедленного начала похода на юг, дело в том, что, за последнее время количество индейского населения Чили значительно сократилось, часть мапуче погибла в столкновениях с завоевателями, часть бежала в незанятые ими районы, чтобы избежать порабощения. Земли вокруг Сантьяго были распределены ещё в 1542 году между 60 горожанами, но даже этой части населения не хватало индейских рук для обработки полей. Вальдивия произвёл новое перераспределение земель, воспользовавшись истечением срока прав аренды по 14 мандатам, но и это не могло успокоить значительно выросшее население города, так как энкомьендо стали только 70 счастливцев. Недовольство было таким сильным, что Вальдивия решил выступить в поход не дожидаясь подкреплений из Перу, ожидание которых могло затянуться на срок более года и в январе 1546 года войско двинулось на юг.

### Битва при форте Тукапель и смерть

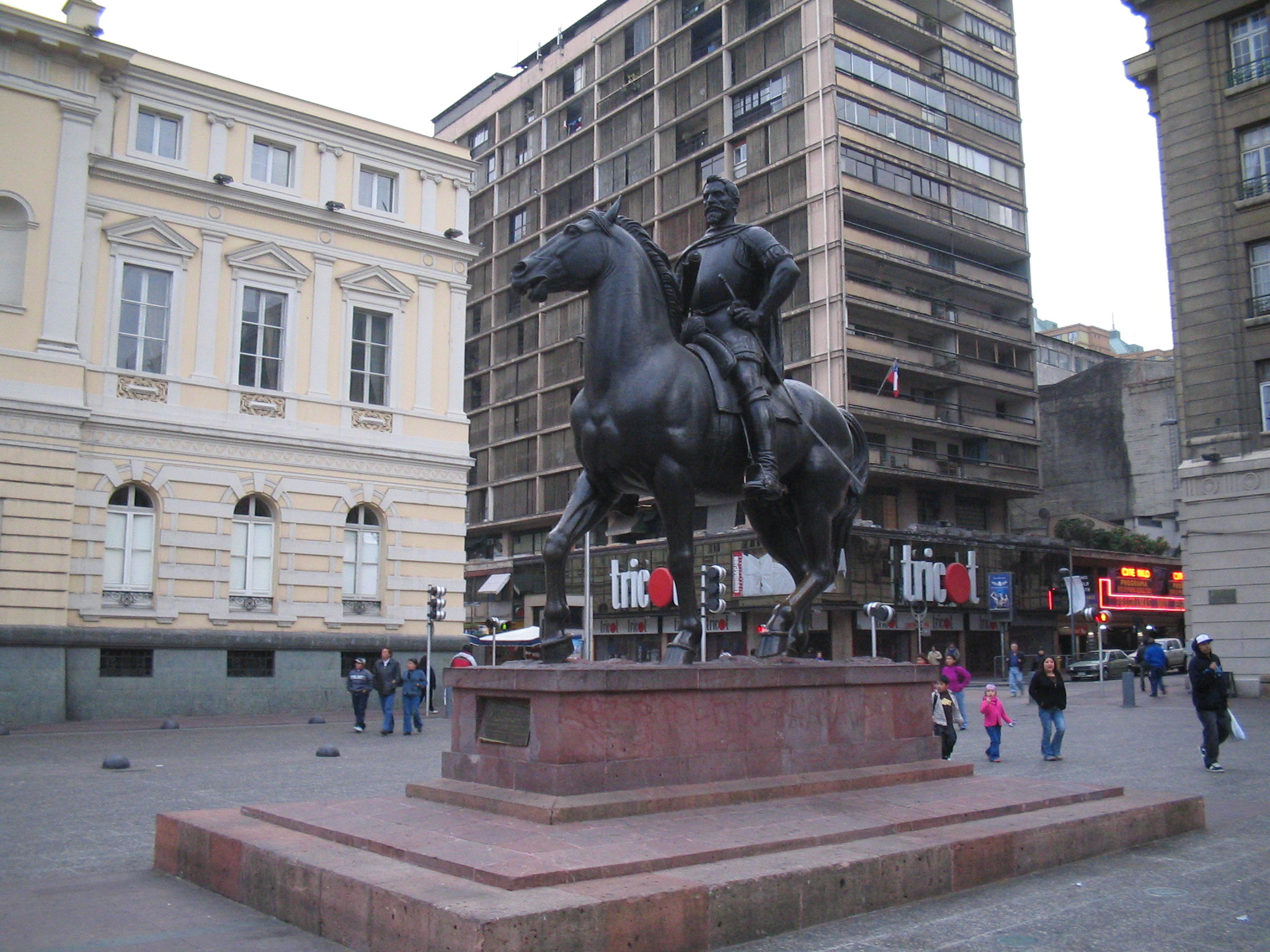
Памятник Педро де Вальдивия в Сантьяго

23 декабря 1553 года Вальдивия лично выступил против восставших мапуче. Покинув Консепсьон во главе 50 всадников, он направился к форту Тукапель в надежде застать там Гомеса де Альмагро с его людьми. Вальдивия был осторожен, достигнув реки Лебу он разбил лагерь в местечке Лаболебо, не решившись двигаться ночью, а ранним утром выслал на другой берег разведку из пяти солдат во главе с Луисом де Бобадилья, следом за которой двинулся сам с основными силами. Пройдя половину пути до форта Вальдивия начал подозревать неладное, не получая известий от капитана Бобадильи и его людей. Разведка бесследно исчезла, но губернатор упрямо продолжал вести отряд в Тукапель.
Рождественским утром 25 декабря 1553 года на рассвете отряд вышел к форту Тукапель и был удивлён встретившей его тишиной, крепость была полностью разрушена и в ней не было ни одного испанца. Едва отряд Вальдивии разбил лагерь среди дымящихся руин Тукапеля, окрестные леса внезапно наполнились рёвом труб и ударами барабанов, и индейцы бросились на испанские позиции. Во главе ополчения мапуче, собравшегося под Тукапелем, численность которого была около 6 тысяч человек, находился Лаутаро. Индейский вождь хорошо продумал план действий. Прежде всего он послал часть своих людей отвлечь силы Гомеса де Альмагро, удерживавшего форт Пурен, оставшуюся часть войска он разделил на двенадцать отрядов и расположил их на холмах, затруднявших передвижение всадников. В бой с испанцами сначала должен был вступить лишь один из отрядов, когда испанцы сомнут его, их встретит второй отряд, за вторым — третий. Описывая данное сражение, хронист привёл напутственные слова индейского предводителя, адресованные воинам первого отряда: «Идите, братья, сразитесь с теми испанцами, и я не говорю вам, чтобы вы их победили, а лишь сделайте то, что можете сделать на благо своей родины. А когда вы потратите силы, убегайте, а я своевременно пришлю вам помощь». Вальдивия не сумел разгадать тактику Лаутаро, не имевшие поддержки артиллерии и пехоты испанцы были обречены.
Испанская кавалерия атаковала первый отряд индейцев, который, после короткого сопротивления, отошёл в лес, чтобы избежать преследования, а на испанцев обрушился второй отряд, когда испанцы разбили его — напал третий и так далее. Отряд Вальдивии начал терять людей, атакующим испанцам приходилось бросать бой и возвращаться в линию, чтобы собраться для новой атаки, во время этого манёвра копейщики мапуче старались поразить беззащитных лошадей, а спешенным, таким образом, всадникам безжалостно раскраивали головы следующие за копейщиками воины с дубинами. Индейские отряды постоянно сменяли друг друга, малочисленный испанский отряд сражался бессменно, беспрерывно бросаясь из стороны в сторону, отгоняя нападавшего с разных сторон противника, закованные в броню лошади выбивались из сил, всадники от усталости едва держались в сёдлах.
После трёхчасового боя, когда больше половины его людей лежало убитыми на поле, Вальдивия понял, что на этот раз фортуна отвернулась от него. Собрав вокруг себя оставшихся в живых товарищей, он обратился к ним с вопросом: «Кабальеро, что будем делать?». Капитан Альтамирано дал ответ достойный испанского конкистадора: «Мы будем сражаться и умирать, Ваша Светлость!». Губернатор не разделял фатализма дона Альтамирано и решил попытаться спасти оставшихся людей. В полутора лигах (около 6—7 километров) от места сражения находился узкий проход, который, по словам летописца, «два пеших испанца могли оборонять от всего вражеского войска». Вальдивия предпринял отчаянную попытку туда прорваться. Лаутаро разгадал манёвр и двинул наперерез два свежих отряда, которые преградили отступающим путь. Через некоторое время всё было кончено, только сам Вальдивия и священник дон Посо, лошади которых не были так утомлены, как у остальных воинов, сумели пробиться через ряды врагов и бросились напрямик через лес. Но когда путь к спасению был уже близок, лошади на полном скаку влетели в лесное болото, где и увязли, а их всадники стали пленниками победителей.
Сведения о дальнейшей судьбе знаменитого конкистадора очень разнятся, но сходятся в одном — мапуче не выпустили своего врага живым, поэтому датой смерти Вальдивии считается 25 декабря 1553 года — дата сражения при форте Тукапель в день католического Рождества. В некоторых источниках называется дата 1 января 1554 года — день, когда губернатор Перу официально признал факт смерти чилийского наместника.
Версии, касающиеся последних часов жизни Вальдивии очень разнообразны, в этой статье мы упомянем только самые распространённые. Одна из версий такова: «Он должен заплатить за свои злодеяния, — решил совет токи мапуче, — он жаждал золота, так пусть он насытится им». Мапуче стали пригоршнями черпать золотой песок и набивать рот конкистадора, а потом его казнили ударом дубины по голове (в различных вариантах этой истории, в зависимости видимо от «кровожадности» рассказчика, приводятся также факты о вливании расплавленного золота в горло, кормлении монетами и т. п.). Согласно другому рассказу, пленённый губернатор обещал индейцам навсегда уйти из Чили и забрать всех испанцев с собой. Арауканы уже были готовы поверить его словам, когда один из военных предводителей почувствовал фальшь в речах завоевателя. Опасаясь, что соотечественники поддадутся на обман, так как мапуче, как и многие индейские племена, верили клятвам конкистадоров, поскольку сами никогда не нарушали данного слова, вождь убил Вальдивию. Естественно, не обошлось и без сообщения о жестокости аборигенов. Один из испанцев уверял земляков в том, что арауканы привязали пленников к кольям и устроили вокруг них дикие пляски, в ходе которых ножами, сделанными из острых раковин моллюсков, отрезали куски от тел врагов, жарили их и ели. Потом тело Вальдивии было четвертовано, сердце конкистадора съел вождь с приближёнными, так как, по их поверью, после этого к ним переходит сила поверженного. Из черепа арауканы сделали чашу, из которой потом распивали чичу, его тело также было зажарено и съедено племенем. Однако, даже его современники усомнились в правдивости подобного повествования, так как среди мапуче, ни до этого события, ни после, случаев людоедства не встречалось, а поверье поедать пленников, видимо, относилось исключительно к Вальдивиям. Большее впечатление на современников произвела записка без подписи и даты, написанная кем-то на клочке бумаги и доставленная в Перу одним из дружественных испанцам индейцев: «Педро де Вальдивию и пятьдесят пик, которые шли с ним, поглотила земля», — гласил её текст.

## Комментарии
1. ↑  Это предположительные данные, основанные на том, что Херонимо де Орталя, назначенного императором Карлом V, губернатором полуострова Пария (современная Венесуэла) сопровождали ветераны итальянских войн во главе с Херонимо де Алдерете, соратником Вальдивии по Итальянской кампании, а затем его близким другом и доверенным лицом. По свидетельству Хосе Торибио Медины, упомянутом в его Биографическом словаре колониального Чили, де Алдерете сошёл на берег острова Кубагуа в декабре 1534 года с галеона в сопровождении 100 итальянских ветеранов. Таким образом, очень вероятно, что Вальдивия был среди них. К тому же участие Вальдивии в исследовании и завоевании территории современной Венесуэлы в отряде Херонимо де Алдерете является историческим фактом.
2. ↑  Эта армейская должность была введена в 1534 году императором Карлом V. Маэстро-де-кампо — одно из высших офицерских званий, уступающее в ранге только генерал-капитану. Обязанности его соответствовали обязанностям начальника штаба при главнокомандующем. Он представлял монарха в Государственном совете, командовал его войсками, имел право осуществлять военное правосудие, а также отвечал за продовольственное снабжение армии. Его личная охрана состояла из восьми немецких алебардщиков, сопровождавших его повсюду как символ его высокого положения. В заморских колониях Испанской империи должность губернатора приравнивалась к званию генерал-капитана, а командующий его войсками имел чин маэстро-де-кампо.
3. ↑  Родриго Ордоньес был исключительным для своего времени человеком, крещённый еврей, отец которого был нищим сапожником в Толедо, а мать сожжена по обвинению в колдовстве, сумел приобрести дворянское звание, отличиться во множестве сражений Итальянских войн и, наконец, стать правой рукой губернатора Нового Толедо Диего де Альмагро.
4. ↑  Из указаний Педро де Вальдивия своим агентам в суде. Написано в Сантьяго 15 октября 1550.
5. ↑  Среди людей, набранных Вальдивией в Куско, были, впоследствии широко известные в колониях: прапорщик королевского знамени Педро де Миранда, сержант-майор Алонсо де Монро, маэстро-де-кампо Педро Бенито Гомес, коммерсант Франсиско Мартинес и Луис де Картахена, писец.
6. ↑  Янакона или йанакуна (исп. yanacona, от кечуанского янакуна, множ. число от яна — «слуга, раб») — лично зависимые работники или слуги правителей различного ранга. Йанакуны — множественное число от «йана». Предположительно происходит от названия селения Йанайаку (йанайакукуны в упрощённой форме — йанакуны). Первоначально служили правителю Инке в его имениях, также они выполняли почётные работы, и, например, прислуживали, мумиям умерших правителей. После покорения империи инков испанцы продолжили использовать янакона в том же качестве, что и инки, слуг, носильщиков, иногда в качестве вспомогательных войск и само слово перекочевало в испанский язык.
7. ↑  Антонио де Уллоа и Хуан де Гусман.
8. ↑  Мариньо де Лобера инсинуирует находку родника как чудо. Однако Де Вивар вообще не упоминает об этом случае в своём подробном отчёте о прохождении через пустыню Атакама. Историк Баррос Арана писал в 1873 году: "родник, что носит имя Донны Инес до сих пор даёт немного воды, и, скорее всего, это тот же источник, который упоминает Мариньо, но, конечно, капитан, движимый желанием показать каким замечательным благочестием обладают испанские завоеватели, преувеличивает важность работы, сделанной Инес Суарес, которая, возможно, не сделала ничего, чтобы обнаружить естественный родник ".
9. ↑  Мапу-токи (араук. глава народа), титул верховного вождя арауканов, избиравшегося вождями (токи) племён и родов из самых достойных представителей племени. Мичималонко носил этот титул примерно с 1535 года.
10. ↑  Изобретение цивилизации инков под названием «Тамбо» (постоялый двор при королевских дорогах) представляло собой одновременно и станции и центры сбора товаров. Они были распределены вдоль дороги инков каждые 20 или 30 миль (примерно один день пути). Основной функцией тамбо было размещение посланников, эмиссаров империи, путешественников, местом отдыха губернаторов, объезжающих свои провинции. Кроме того, выступали в качестве складов товара, постоянно хранящих запасы еды, шерсти, дерева и других основных материалов. Таким образом, во время трудностей или стихийных бедствий, тамбо кормило и предоставляло свои запасы для выживания окрестных деревень. Тамбо были построены вдоль всех дорог империи и общее их количество превышает 1000.
11. ↑  Остатки этой дороги существуют до настоящего времени. Она идёт от города Сантьяго на восток и заканчивается у шахты Ла Диспутада-де-Лас-Кондес.
12. ↑  Гонсало Кальво Баррьентос — довольно известный в Чили персонаж. Он бежал в Чили в 1533 году, после того, как был уличён в краже у своих товарищей и Франсиско Писарро в назидание велел отрезать ему ухо. Кальво, стыдясь позора, обратился к правителю инков Атауальпе с просьбой отправить его в какое-нибудь дальнее владение и был отправлен в Чили. Здесь его принял Мичималонко и разрешил Кальво жить вместе с индейцами. Впоследствии он служил Альмагро проводником в его походе, но когда конкистадор направился обратно в Перу Кальво оставил его и вернулся к индейцам, среди которых и жил до конца своих дней. Баррьентос считается родоначальником смешанных браков в Чили. История Кальво рассказана де Виваром в своей хронике. С 2006 года по мотивам его приключений в Чили снимается телесериал «Безухий».
13. ↑  Личность, широко известная в современном Чили, благодаря своей внучке (дочери его сына Гонсало Младшего) Каталине де лос Риос (1604—1665) по прозвищу Кинтрала, которую современники обвиняли в колдовстве, связи с дьяволом, убийстве множества своих любовников и собственного отца, истязании и убийстве принадлежащих ей рабов и во многом другом. О Каталине написано множество статей, более десятка романов, причём такими известными чилийскими писателями как: Хоакин Эдвардс Белло («Кинтрала», 1969), Магдалена Петит («Кинтрала», 1932), Мерседес Вальдивьесо («Чёрт среди женщин», 1991), снят полнометражный художественный фильм («Кинтрала», 1955), три телесериала (1986, 2010, 2011) и опера «Кинтрала» датского композитора Ларса Граугорда (2004).
14. ↑  Основным врагом Санчеса де ла Оса при дворе Вальдивии был Франсиско де Вильягра. Причины его неприязни неизвестны, но они стоили де ла Осу головы. В 1547 году, когда Вальдивия отбыл в Перу, оставив своим заместителем в Чили Вильягру, тот немедленно казнил де ла Оса и верных ему людей по обвинению в действительной или мнимой измене, причём не через повешение, как было принято казнить изменников, а путём обезглавливания.
15. ↑  Энкомье́нда (исп. encomienda — букв. — попечение, защита) форма зависимости населения испанских колоний от колонизаторов. Введена в 1503 году. Отменена в XVIII веке. Местные жители «поручались» энкомендеро (поручителю, помещику) и обязаны были платить ему налоги, и выполнять повинности (работать в поле, на рудниках и т. п.). Изначально энкомьенда предполагала ряд мер, которые должны были проводиться энкомендеро, например, обращение индейцев в христианство и приобщение их к европейской культуре. Однако, совершенно естественно, в процессе воплощения в жизнь она повсеместно выродилась в обычное крепостное право.
16. ↑  Сообщение более чем спорное, особенно учитывая, что к тому времени из 32 лошадей 20 были убиты индейцами, погибли в огне, либо были раздавлены обрушившимися постройками, и донне Инес пришлось бы сильно потрудиться, разыскивая лошадь под цвет своего плаща. Облачение же в доспехи заняло бы столько времени, что испанцев, скорее всего, перебили бы раньше, чем она успела бы их возглавить.
17. ↑  Согласно исторической легенде, прибыв в Сантьяго дон Алонсо де Монрой занялся разведением лошадей, скрещивая привезённых из Перу испанских коней из Кастилии и жеребцов Андалусии с теми, что оставались в колонии и были выведены уже в Южной Америке. Считается, что именно таким способом де Монрой вывел знаменитую сейчас на весь мир породу лошадей кораллеро, называемую также чилийской или креольской лошадью. Эта порода одновременно обладает отличными скаковыми качествами и удивительной неприхотливостью, с лёгкостью перенося холод и жару.
18. ↑  Дата сражение при Тукапеле рассчитана при последних исследованиях вопроса Франсиско Антонио Энкиной и Леопольдо Кастедо, и взята нами из их книги «История Чили. Генеральная хронология Чили». Том X. с. 10. Сантьяго. 2006. Ранее во многих исследованиях использовалась дата 01.01.1554 взятая из книги Хосе Бенгоа Кабельо (2000) [1985]. «Истории народа мапуче». Сантьяго-де-Чили, 1985.
19. ↑  Расчёт численности войск, принимавших участие в сражении при Тукапеле произведён Освальдо Сильвой в его книге «Исторический атлас Чили», Сантьяго, 2005. В этом труде приводятся следующие цифры: Лаутаро — 6000 мапуче, Вальдивия — 50 испанцев, 2000 янакона. Более ранние источники дают другие цифры. Цезарь Фредерик Фамин в своей «Истории Чили» 1839 г. насчитывает 13 000 мапуче, 250 испанцев и 5000 янакона. Современники событий дают ещё большие цифры: де Вивар — «более 50 000 индейцев», де Лоберо «150 000 индейцев».